# サリーム・チシュティー

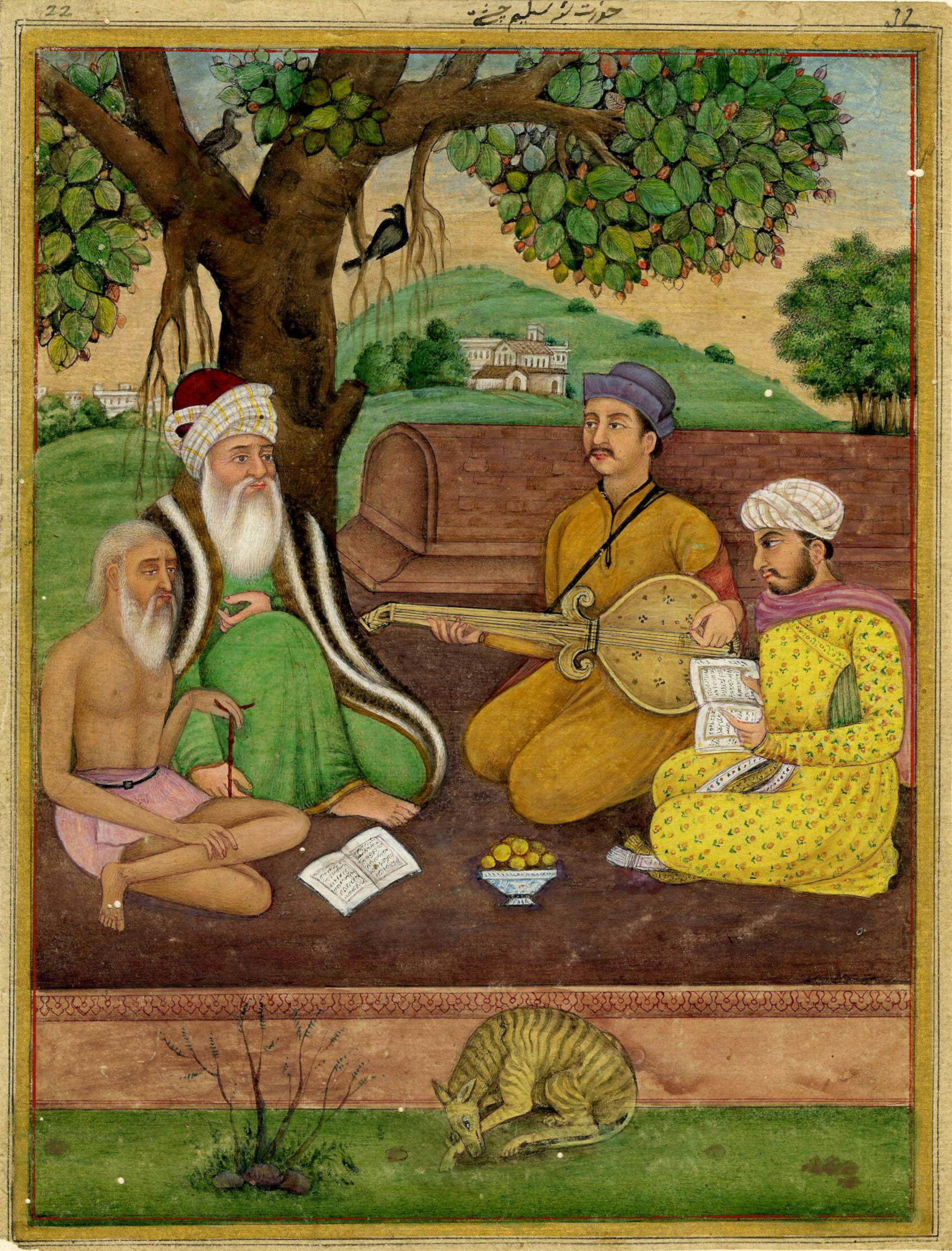
サリーム・チシュティー

サリーム・チシュティー（ウルドゥー語: سلیم چشتی Salim Chishti, 1478年 - 1572年）は、北インド、チシュティー派のスーフィー聖者。

## 生涯

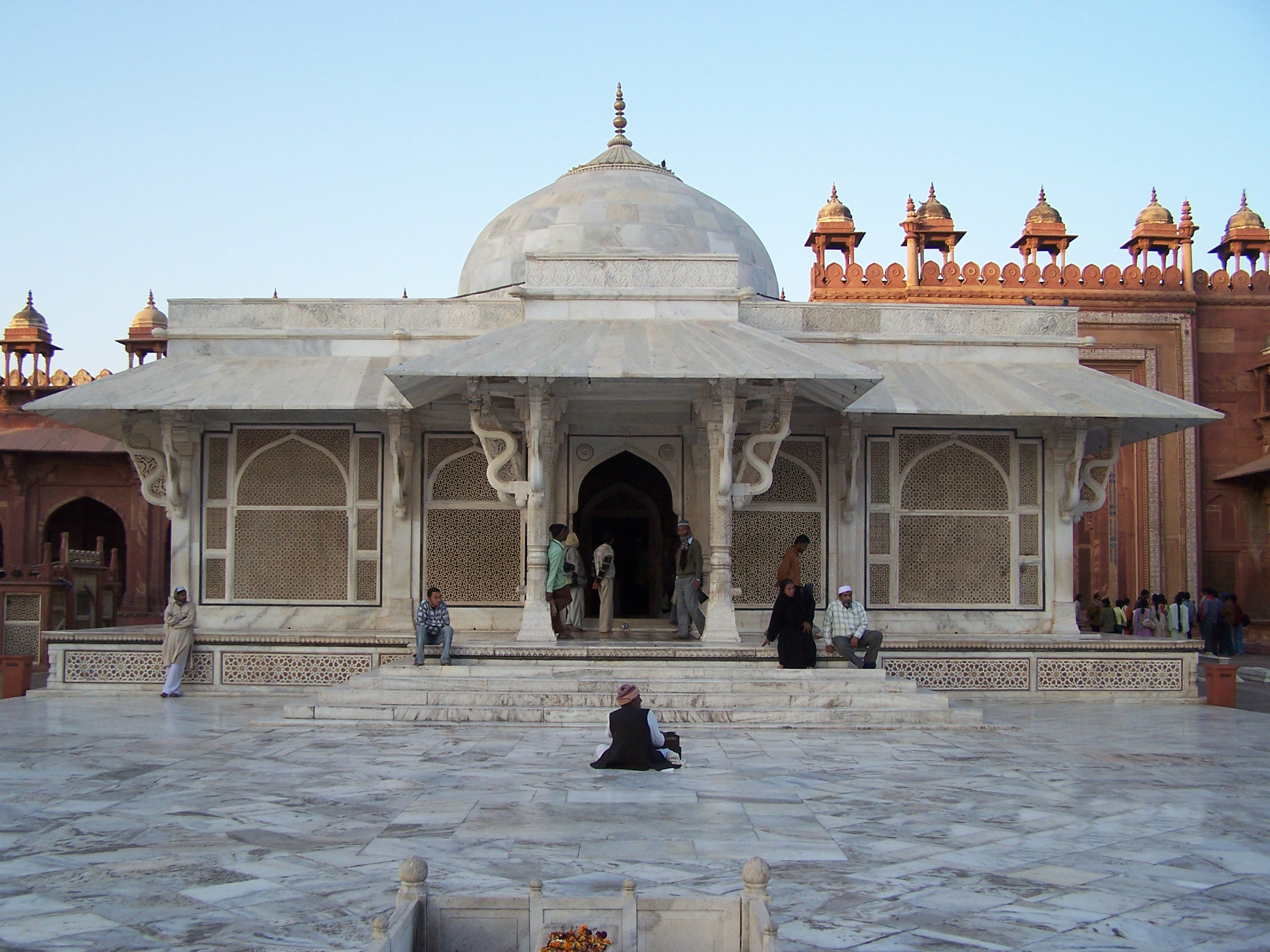
サリーム・チシュティー廟

1568年、跡継ぎに恵まれなかったアクバルはファテープル・シークリーに住むイスラーム教の聖者サリーム・チシュティーを訪ね、世継ぎの問題について相談した。すると、彼から息子を授かるだろうとの予言を授けられた。
その後、1569年に王子サリーム（ジャハーンギール）が誕生し、記念としてここに新たな都を造り、アーグラから遷都した。
1572年、サリームは死亡した。